# 7512 Монікалаззарін
7512 Монікалаззарін (7512 Monicalazzarin) — астероїд головного поясу, відкритий 15 лютого 1983 року.
Тіссеранів параметр щодо Юпітера — 3,302.